# The Goat Life
 (août 2024).
 (août 2024).
La mise en forme du texte ne suit pas les recommandations de Wikipédia : il faut le « wikifier ».
Les points d'amélioration suivants sont les cas les plus fréquents. Le détail des points à revoir est peut-être précisé sur la page de discussion.
- Les titres sont pré-formatés par le logiciel. Ils ne sont ni en capitales, ni en gras.
- Le texte ne doit pas être écrit en capitales (les noms de famille non plus), ni en gras, ni en italique, ni en « petit »…
- Le gras n'est utilisé que pour surligner le titre de l'article dans l'introduction, une seule fois.
- L'italique est rarement utilisé : mots en langue étrangère, titres d'œuvres, noms de bateaux, etc.
- Les citations ne sont pas en italique mais en corps de texte normal. Elles sont entourées par des guillemets français : « et ».
- Les listes à puces sont à éviter, des paragraphes rédigés étant largement préférés. Les tableaux sont à réserver à la présentation de données structurées (résultats, etc.).
- Les appels de note de bas de page (petits chiffres en exposant, introduits par l'outil «  Source ») sont à placer entre la fin de phrase et le point final[comme ça].
- Les liens internes (vers d'autres articles de Wikipédia) sont à choisir avec parcimonie. Créez des liens vers des articles approfondissant le sujet. Les termes génériques sans rapport avec le sujet sont à éviter, ainsi que les répétitions de liens vers un même terme.
- Les liens externes sont à placer uniquement dans une section « Liens externes », à la fin de l'article. Ces liens sont à choisir avec parcimonie suivant les règles définies. Si un lien sert de source à l'article, son insertion dans le texte est à faire par les notes de bas de page.
- La présentation des références doit suivre les conventions bibliographiques. Il est recommandé d'utiliser les modèles {{Ouvrage}}, {{Chapitre}}, {{Article}}, {{Lien web}} et/ou {{Bibliographie}}. Le mode d'édition visuel peut mettre en forme automatiquement les références.
- Insérer une infobox (cadre d'informations à droite) n'est pas obligatoire pour parachever la mise en page.

Pour une aide détaillée, merci de consulter Aide:Wikification.
Si vous pensez que ces points ont été résolus, vous pouvez retirer ce bandeau et améliorer la mise en forme d'un autre article.
 (août 2024).
Pour plus de détails, voir Fiche technique et Distribution.
The Goat Life (Aadujeevitham) est un film dramatique de survie en langue malayalam sorti en 2024, écrit, réalisé et coproduit par Blessy Ipe Thomas. Ce film représente une coproduction internationale entre des sociétés indiennes et américaines. Il s'agit de l'adaptation cinématographique du roman à succès Aadujeevitham, écrit par Benyamin en 2008.
Basé sur l'histoire vraie de Najeeb, un ouvrier immigré malayali, le récit dépeint l'un des milliers d'Indiens qui ont été réduits en esclavage en Arabie saoudite, forcés de travailler comme bergers dans des fermes isolées au cœur des déserts par les Arabes autochtones. Le film met en vedette Prithviraj Sukumaran, Jimmy Jean-Louis et KR Gokul dans les rôles principaux, avec des performances de soutien de Talib Al Balushi, Rik Aby, Amala Paul et Shobha Mohan.
Blessy nourrissait le désir d'adapter Aadujeevitham depuis sa lecture du roman en 2008, et il avait immédiatement envisagé Prithviraj pour le rôle principal. L'année suivante, il acquiert les droits d'auteur auprès de Benyamin et se lance dans l'écriture du scénario. Cependant, confronté à des contraintes budgétaires qui ont ralenti l'avancement du projet, le film a longtemps stagné dans ce qu'on appelle l'enfer du développement. Après plusieurs années de recherche d'un producteur, Blessy parvient finalement à en trouver un en 2015, ce qui permet au projet de gagner en envergure. Jimmy Jean-Louis et Steven Adams ont rejoint le projet en tant que coproducteurs. AR Rahman, célèbre pour ses compositions, a créé la musique originale et les chansons du film.

## Synopsis
En Arabie saoudite, Najeeb Muhammed et Hakim, deux immigrants malayalis, arrivent avec l'espoir de trouver une vie meilleure, munis de visas obtenus grâce à leur connaissance, Sreekumar. Laissés pour compte à l'aéroport sans connaître l'identité de leur employeur, ils sont abordés par un Arabe local qui, par erreur, se prend pour leur patron. Après un voyage éprouvant, ils sont séparés ; Najeeb est envoyé travailler seul dans un désert isolé où il est chargé de la garde des chèvres.
Endurant des conditions difficiles et l'isolement, Najeeb assiste à la disparition d'un camarade chevrier, prenant conscience du danger de sa propre situation. Après des années de souffrance, il retrouve Hakim qui le présente à Ibrahim Khadiri, un chevrier somalien qui connaît les voies d'évasion. Ils profitent de l'occasion offerte par le mariage de la fille de leur Kafeel pour s'évader dans le désert.
Leur évasion s'avère périlleuse, confrontés à la difficulté de trouver de la nourriture et de l'eau et aussi de s'orienter, ce qui entraîne la mort de Hakim et la quasi-mort de Najeeb. Un matin, Najeeb se réveille et ne voit plus Khadiri qui est parti lui laissant leur bouteille d'eau. Seul dans l'immensité du désert, Najeeb parvient finalement à rejoindre la ville grâce à l'aide d'un riche Arabe de passage. Il trouve refuge dans un restaurant malayali local tenu par Kunjikka, qui prend soin de lui.
Toutefois, les difficultés de Najeeb sont loin d'être terminées. Il risque l'emprisonnement en raison de problèmes liés à ses papiers d'identité disparus. Le Kafeel le retrouve mais finit par l'abandonner car il n'est pas son sponsor officiel et ne peut donc pas le reprendre sous sa responsabilité. Malgré ces revers, après trois mois de prison, Najeeb réussit finalement à retourner chez lui.

## Casting
- Prithviraj Sukumaran dans le rôle de Najeeb Muhammed
- KR Gokul dans le rôle de Hakeem
- Amala Paul : la femme de Najeeb (Sainu)
- Jimmy Jean-Louis dans le rôle d'Ibrahim Khadiri
- Shobha Mohan (en) (Ummah) : la mère de Najeeb
- Talib Al Balushi : dans le rôle de Kafeel
- Rik Aby dans le rôle de Jasser
- Nasar Karutheni (Kunjikka)
- Robin Das (Hindiwala)
- Baburaj Thiruvalla dans le rôle de Karuvatta Sreekumar
- Akef Najem dans le rôle de l'homme riche dans Rolls Royce

## Production

### Développement
En 2010, il a été rapporté que Blessy avait entrepris d'adapter le roman malayalam de Benyamin de 2008, Aadujeevitham, en un long métrage. En avril de la même année, il confiait au quotidien The Hindu qu'il travaillait sur le scénario et envisageait une réalisation à grande échelle. Il confirmait également le choix de Prithviraj Sukumaran pour le rôle principal. Blessy était attiré par l'adaptation cinématographique d'œuvres littéraires, une tradition forte du cinéma malayalam des années 1970 et 1980, depuis une conversation avec le journaliste et écrivain VK Ravi Varma Thampuran sur le déclin de cette pratique. Séduit par les images visuelles évoquées lors de sa lecture du roman en 2008, Blessy désirait créer un film à gros budget basé sur Aadujeevitham. Le roman raconte l'histoire de Najeeb Muhammad, originaire de Haripad, qui disparaît en Arabie saoudite où il est réduit en esclavage par un propriétaire de ferme. En 2009, après avoir discuté et trouvé un accord avec le réalisateur Lal Jose, qui avait déjà manifesté son intérêt pour adapter ce roman, Blessy conclut un accord contractuel avec Benyamin. Après avoir acquis les droits, Blessy a commencé à rédiger le scénario, notant que le film intégrerait des éléments supplémentaires non présents dans le livre.
Initialement, le tournage était prévu pour débuter en août 2010 dans les déserts de Dubaï et du Rajasthan, mais cela ne s'est pas concrétisé. En 2012, Benyamin révélait que le film était toujours en phase de discussion et avait été temporairement suspendu, car le coût de production s'était révélé trop élevé pour un film malayalam. Blessy, en discussion avec Prithviraj depuis 2008, a vu son projet stagner jusqu'en 2015. À cette époque, Prithviraj rappelait que, bien qu'il y ait eu des possibilités de travailler sur le film avec quelques compromis, Blessy avait préféré attendre le bon producteur, refusant de compromettre sa vision. Finalement, Jimmy Jean-Louis de Jet Media Production et Steven Adams d'Alta Global Media ont rejoint Visual Romance Image Makers de Blessy en tant que producteurs. Prithviraj, quant à lui, a décrit The Goat Life comme un « film événementiel » à l'image de Life of Pi, le récit se déroulant de façon non linéaire, passant d'un événement à l'autre.
Parallèlement à la nouvelle annonce, également en novembre 2015, Blessy a déclaré à The Hindu qu'il était occupé par le travail de recherche d'un autre film, qui serait divulgué plus tard, et qui se poursuivrait avant The Goat Life. En mai 2016, Blessy a confirmé qu'il était occupé avec le travail de pré-production du remake en hindi de son film malayalam Thanmathra (2005) et que The Goat Life n'aurait lieu qu'après cela. Il a ensuite mis à jour que le travail des deux films progressait simultanément et que le casting et la programmation décideraient quel film continuerait en premier. Entre-temps, il en était déjà à la production du film documentaire 100 ans de Chrysostome (2018), commencé en mai 2015, qu'il terminerait en deux ans. En octobre 2016, Blessy a déclaré qu'Aadujeevitham commencerait le tournage début 2017 et sortirait en. À la mi-2017, il a déclaré que le scénario était prêt mais que les lieux n'avaient pas été décidés et que la production commencerait en novembre 2017 et que la sortie du film prendrait 18 mois.
Concernant les défis liés à l'adaptation du roman, Blessy a déclaré que dans le roman, Najeeb se souvient de son expérience à travers un monologue, qui est facilement transmis à travers une œuvre littéraire, mais difficile à représenter à l'écran. Le récit du film est totalement différent du livre. Par exemple, dans la seconde moitié du livre, quand l'arbab fustige Najeeb en arabe, les lecteurs le lisent en malayalam, alors que le film doit démontrer à quel point la langue angoisse Najeeb. Contrairement au livre, le film ne peut pas se permettre d'être vague puisque le spectateur voit tout à l'écran et peut remettre en question la logique présentée. Par exemple, le livre dit que Najeeb ne pouvait pas trouver une ombre sous un bâton, mais qu'il existe une ferme qui peut projeter une ombre, "dans une œuvre littéraire, vous n'êtes pas obligé d'aborder cela parce que les lecteurs suivent le chemin emprunté par l'écrivain". sur les". De plus, le film doit montrer la transformation physique de Najeeb. Avant tout, les visuels du film doivent dépasser ceux imaginés par les lecteurs. Najeeb ne comprend pas l'arabe, les créateurs ont décidé d'éviter les sous-titres pour ces parties afin d'offrir aux téléspectateurs la même expérience que Najeeb. Selon Prithviraj, « le film a cette immense liberté de ne pas avoir de langage », puisque seulement 20 % environ du film contient des dialogues.

### Fonderie[Quoi ?]
Suriya a été initialement envisagé et choisi pour le rôle de Najeeb et Blessy en a discuté avec lui, mais il s'est retiré en raison d'horaires chargés et d'engagements antérieurs. Prithviraj a accepté de faire le film alors qu'il était sur les plateaux de Pokkiri Raja (2010) en 2008. Najeeb Muhammad du roman de Benyamin est en partie basé sur les expériences réelles de Najeeb. Prithviraj a déclaré que bien qu'il ne soit pas une personne pieuse, Najeeb se concentre fermement sur la foi. Il y a un voyage physique, psychologique et spirituel pour le personnage. Pendant trois ans, il interagit davantage avec les animaux qu'avec les humains, il «deviendrait» donc l'un d'entre eux. Pour le rôle de Najeeb, Blessy voulait un acteur capable de se consacrer au moins1 1⁄2 ans pour le film, ce que Prithviraj a accepté. Prithviraj a dû prendre et perdre du poids pour montrer la transformation physique de Najeeb à l'écran, il a pris du poids jusqu'à 98 kilogrammes pour avoir joué le personnage dans les séquences de début du film avec un ventre rond et a dû perdre du poids jusqu'à 67 kilogrammes à la fin du film. . Ayant perdu 31 kilos, Prithviraj a déclaré qu'il suivait un régime alimentaire malsain qu'il ne recommanderait à personne de suivre. Il s'est évanoui pendant le tournage d'une scène. Il y avait toujours un médecin de garde sur le plateau.
En 2015, aucun autre acteur à part Prithviraj n'avait été finalisé. En 2016, Blessy a déclaré qu'il recherchait des acteurs en Somalie et dans d'autres endroits. En 2017, les créateurs ont lancé un casting sur les réseaux sociaux, invitant des candidats pour un jeune homme, une jeune femme et une femme d'âge moyen. En février 2018, Amala Paul a confirmé via les réseaux sociaux qu'elle jouait Sainu,. Sainu, l'épouse de Najeeb, est représentée dans différentes phases de sa vie. Selon Blessy, le rôle exploiterait le potentiel d'Amala, compte tenu des rôles qu'elle a joués jusqu'à présent. Outre la coproduction, l'acteur haïtien Jimmy Jean-Louis a joué un rôle majeur dans le rôle d'Ibrahim Khadiri. L'acteur omanais Talib al Balushi a joué le rôle du patron de Najeeb. Rik Aby, un acteur soudanais basé aux Émirats arabes unis, a également joué un rôle.

### Tournage
Bien que le film se déroule en Arabie saoudite, l'équipe de production n'a pas obtenu l'autorisation de tourner là-bas et a donc dû déménager dans d'autres pays. Concernant sa décision de tourner le film en 3D, Blessy a déclaré : "La technologie 3D va vraiment aider à améliorer l'ambiance générale. Le vent du désert, un petit mouvement de la chèvre, la solitude de Najeeb... l'outil 3D aidera à capturer ces émotions et en les transformant à un niveau esthétique différent". Les scènes majeures du film se déroulent dans des lieux désertiques. Le tournage principal a commencé le 1er mars 2018 avec une fonction pooja habituelle. Le premier programme a commencé à Thiruvalla, Pathanamthitta, Kerala, où des scènes de flash-back de la vie de Najeeb avant son arrivée en Arabie Saoudite ont été tournées. À cette époque, le plan était de terminer le tournage en 150 jours étalés sur 18 mois. Ce mois-là, le tournage a également eu lieu à la gare de Muthalamada, à la frontière de Palakkad. Le calendrier du Kerala a été achevé la première semaine d'avril. Environ 25 pour cent du film était terminé, la majeure partie restant à tourner. Le deuxième programme a débuté en Jordanie en janvier 2019. Prithviraj a rejoint les plateaux à la fin de ce mois.
Le programme suivant, initialement prévu de mars à début avril 2020 dans le désert du Wadi Rum en Jordanie, a été retardé par la pandémie de COVID-19 en Jordanie . Le tournage a finalement débuté le 16 mars. Cependant, l'acteur omanais Talib al Balushi et son traducteur ont été mis en quarantaine, ce qui lui a fait manquer le tournage après qu'Oman ait évacué ses citoyens. De même, un acteur soudanais a été mis en quarantaine et certains acteurs n'ont pas pu atteindre les lieux en raison de l' annulation des vols. Néanmoins, le tournage s'est poursuivi avec Prithviraj. Après que la Jordanie a initié le confinement, le ministre en chef du Kerala a ordonné à NORKA de fournir une assistance par l'intermédiaire de l'ambassade indienne. Les vols internationaux ayant été annulés, les autorités jordaniennes ont autorisé l'équipage à poursuivre le tournage tout en restant isolé. Après huit jours de tournage, ils ont été contraints d'arrêter le 24 mars mais ils ont réussi à obtenir l'autorisation de tourner encore 17 jours,. Cependant, l'autorisation a été révoquée le 27 mars après l'imposition d'un couvre-feu. Blessy a alors demandé l'aide du gouvernement du Kerala, par l'intermédiaire de la Chambre de commerce du film du Kerala, pour les rapatrier,. Ils sont restés inactifs pendant les 32 jours suivants, pendant lesquels Prithviraj a encore réduit sa masse corporelle. Lorsque les restrictions se sont assouplies, le tournage a repris en avril la semaine dernière et s'est poursuivi jusqu'au 17 mai. L'équipage de 58 membres, ainsi que d'autres citoyens indiens, ont été rapatriés par le gouvernement indien dans le cadre de la mission Vande Bharat et ont atteint l'Inde le 22 mai. Au cours de leur séjour de 70 jours dans le camp du désert, ils ont filmé pendant 25 jours. Bien que le tournage n'y soit pas terminé, des scènes cruciales ont été tournées, ce qui a nécessité un retour ultérieur. Même avec leur plan initial, ils ont dû revenir pour des scènes mettant en vedette un acteur américain. Environ 50 pour cent du film a été réalisé selon le planning.
Le prochain programme a débuté en avril 2022 à Timimoun dans le désert du Sahara, en Algérie. Conformément à leur plan, il leur fallait 40 jours en Algérie et 35 jours supplémentaires en Jordanie. Le calendrier algérien s'est poursuivi jusqu'en mai. Le même mois, le tournage a été transféré à Wadi Rum, en Jordanie,. La programmation jordanienne s'est achevée le 14 juin, concluant ainsi la programmation internationale du film. Le tournage s'est déroulé à Perunad, Ranni, Kerala le 22 juin pour le calendrier final. La séquence de la prison y a été tournée sur le plateau. Le tournage dans son intégralité s'est terminé le 14 juillet 2022. KU Mohanan et Sunil KS étaient les cinéastes, Resul Pookutty était le concepteur sonore, A. Sreekar Prasad était le monteur, Stephy Zaviour était la costumière et Ranjith Ambady était le maquilleur. En octobre 2022, Prithviraj a déclaré à Variety que le film était en post-production et visait une place au festival du film en 2023.

### Lancement
Le film a été lancé à l'échelle mondiale le 28 mars 2024 et a depuis généré des revenus considérables. *The Goat Life* est désormais classé comme le troisième film malayalam le plus rentable de tous les temps et le deuxième film malayalam le plus profitable de 2024. Il se positionne également en quatrième place parmi les films sud-indiens les plus rentables de l'année et figure parmi les productions indiennes les plus lucratives de 2024.

## Musique
La musique originale et les chansons du film ont été composées par AR Rahman dans son troisième film en malayalam après Yoddha (1992) et Malayankunju (2022),,. La bande originale comprenait quatre chansons et une piste instrumentale avec des paroles de Rafeeq Ahamed, et Vijay Yesudas, Chinmayi Sripaada, Rakshita Suresh, Sana Moussa, Raja Hasan, Murtuza et Faiz Mustafa étaient les chanteurs. Une grande cérémonie de lancement audio du film a eu lieu le 10 mars 2024 au Adlux International Convention Center à Angamaly, en présence des acteurs et des membres de l'équipe du film ainsi que de célébrités de premier plan,. Cependant, à l'exception de la chanson vidéo promotionnelle « Hope » diffusée sur les plateformes de médias sociaux le même jour, la bande originale est sortie une semaine plus tard.
En avril 2023, Deadline Hollywood a publié une bande-annonce inattendue du film. Blessy a exprimé son mécontentement, précisant que la bande-annonce était destinée aux agents pour une projection lors de festivals de films et à des fins commerciales, et non pour une diffusion publique. Il a souligné que le travail de post-production des clips, y compris l'étalonnage des couleurs et la musique, était incomplet, la musique étant uniquement composée sur un clavier . Blessy l'a renié en tant que bande-annonce officielle de sortie en salles. Malgré cela, l’équipe de production a officiellement publié la même bande-annonce peu de temps après. Fin novembre 2023, les identifiants officiels des réseaux sociaux du film ont été révélés. Fin décembre, l'équipe a demandé aux fans de concevoir des affiches pour leur participation à un événement spécial avec Prithviraj et Blessy.
Le 10 janvier 2024, le premier aperçu du film a été révélé par Prabhas à travers ses réseaux sociaux, qui présentaient Prithviraj dans une apparence barbue et sombre dans le rôle de Najeeb Muhammed,. Blessy et Benyamin ont assisté à la septième édition du Kerala Literature Festival, qui s'est tenue le 13 janvier, pour partager leurs réflexions sur l'adaptation du roman au film,. Deux autres affiches ont été révélées les 17 et 31 janvier, l'une présentant le look sombre de Prithviraj et l'autre présentant l'acteur dans un look plus jeune, rappelant le personnage des premiers jours,. Le 11 février, l'équipe a partagé une vidéo sous-titrée Corona Days, révélant la production turbulente où l'équipe s'est bloquée en Jordanie pendant la pandémie de COVID-19.
Un site Web officiel du film a été lancé par Blessy et Rahman fin février 2024,. La bande-annonce du film a été dévoilée le 9 mars 2024,,. La bande-annonce a été extrêmement bien reçue, avec des médias tels que Film Companion décrivant les visuels comme « envoûtants », et le critique basé sur The Indian Express a comparé la performance de Prithviraj à celle de Leonardo DiCaprio dans The Revenant (2015).

## Libérer

### Théâtral
Lors de la promotion de Kaapa (2022) en décembre 2022, Prithviraj a révélé que The Goat Life serait présenté en première au Festival de Cannes 2023 si les travaux de post-production se terminent à temps. Dans un tel scénario, la sortie en salles mondiale du film aurait lieu dans la seconde moitié de 2023. Cependant, si le film ne parvient pas à se rendre à Cannes, il sera présenté en avant-première au prochain grand festival de cinéma. En mai 2023, à la suite de son absence à Cannes, Blessy a révélé une stratégie pour faire ses débuts au Festival du film de Venise, avec une sortie en salles en octobre 2023 sous réserve de l'achèvement des travaux de post-production restants d'ici la mi-juin.
Fin novembre 2023, il a été annoncé que le film sortirait en salles le 10 avril 2024, avant le week-end de l'Aïd al-Fitr et de Vishu,. Cependant, en février, le film a été avancé au 28 mars 2024,,.
Le film sera distribué par Prithviraj Productions au Kerala, Hombale Films au Karnataka, Mythri Movie Makers en Andhra Pradesh et Telangana, Red Giant Movies au Tamil Nadu et AA Films en Inde du Nord.

### Médias domestiques
Le film est diffusé sur Netflix à partir du 19 juillet 2024.

## Réception

### Box-office
Le jour de l'ouverture de sa sortie, le film a collecté environ 16,7 crores ₹, dont 5,63 crores ₹ provenant du Kerala.

### Réponse critique
Aadujeevitham a reçu des critiques positives de la part des critiques, qui ont salué la performance de Prithviraj et le montage. On the      
Arjun Menon de Rediff.com a noté 4/5 étoiles et a noté : « Aadujeevitham marque une nouvelle direction pour le cinéma malayalam, où l'ambition rencontre les ressources et les bonnes personnes, le tout en faveur d'histoires qui méritent d'être racontées sur la plus grande scène de toutes. ". Anandu Suresh de The Indian Express a donné 4/5 étoiles et a écrit "Alors que Blessy a méticuleusement sélectionné uniquement les moments nécessaires pour l'adaptation cinématographique de The Goat Life, son scénario n'a pas réussi à créer une tension suffisante." Janani K de India Today a donné 3/5 étoiles et a écrit " Aadujeevitham est un film immersif qui mise sur la performance de Prithviraj et son génie technique."